# Zhuanghe
Zhuanghe (庄河市S, ZhuānghéP) è una città-contea della Cina, situata nella provincia di Liaoning e amministrata dalla prefettura di Dalian.